# Jalen Reynolds
Jalen Reynolds, né le 30 décembre 1992, à Détroit, au Michigan, est un joueur américain de basket-ball. Il évolue au poste de pivot.

## Biographie
Le 15 mai 2018, il signe avec le FC Barcelone.
En décembre 2019, Reynolds rejoint le Maccabi Tel-Aviv avec un contrat jusqu'à la fin de la saison. Il quitte le club en mai.
En juillet 2020, Reynolds s'engage pour une saison avec le Bayern Munich.
En juin 2021, Reynolds retourne au Maccabi Tel-Aviv avec un contrat pour deux saisons.
Il s'engage avec le club russe de l'UNICS Kazan pour la saison 2022-2023.